# Miss Venezuela 1997
El Miss Venezuela 1997 fue la cuadragésima cuarta (44.ª) edición del certamen Miss Venezuela, que se celebró en el Poliedro de Caracas el viernes 12 de septiembre de 1997. Al final del evento, Marena Bencomo, Miss Venezuela 1996, de Carabobo, coronó a Veruzhka Ramírez, de Táchira, como su sucesora.

## Desarrollo
Fuertes aires de cambio en el Miss Venezuela 1997. La conducción del espectáculo la asumen Maite Delgado y Napoleón Bravo con el apoyo de Alicia Machado (Miss Universo 1996) y Sandro Finoglio (Míster Mundo 1998) , el 12 de septiembre, en el Poliedro de Caracas. Veintinueve aspirantes buscan la corona, incluyendo la recién incorporada representante del municipio San Francisco del estado Zulia (Andrea Garay). 
El opening es un homenaje a la mítica Marilyn Monroe con Carolina Perpetuo, Chiquinquirá Delgado, Fabiola Colmenares, Gabriela Spanic, Natalia Streignard, Nina Sicilia, Sonya Smith y Viviana Gibelli, todas luciendo pelucas platinadas. “El circo ya llegó” es el nombre del cuadro principal a cargo de los hijos de Oscar D’León, Yorman y Jimmy, quienes comparten el escenario con un numeroso ballet, un tigre y cinco elefantes. La nota internacional la pone el pianista argentino Raúl Di Blasio, quien cierra su actuación con “Alma llanera”. 
A la hora de presentar al jurado Irene Sáez recibe una gran ovación del público, mientras que a otros políticos y empresarios recibieron sonoras rechiflas. Tras el conteo de rigor, los animadores anuncian que la nueva reina es Miss Táchira, Veruzhka Ramírez. Junto con ella egresaron de este grupo: Christina Dieckmann (Nueva Esparta), quien estrena la banda de Miss Internet; Patricia Fuenmayor (Zulia), Daniela Kosán (Aragua), Annarella Bono (Anzoátegui), Ana Karina Casanova (Amazonas) y Marlene De Andrade (Portuguesa).

## Ganadoras

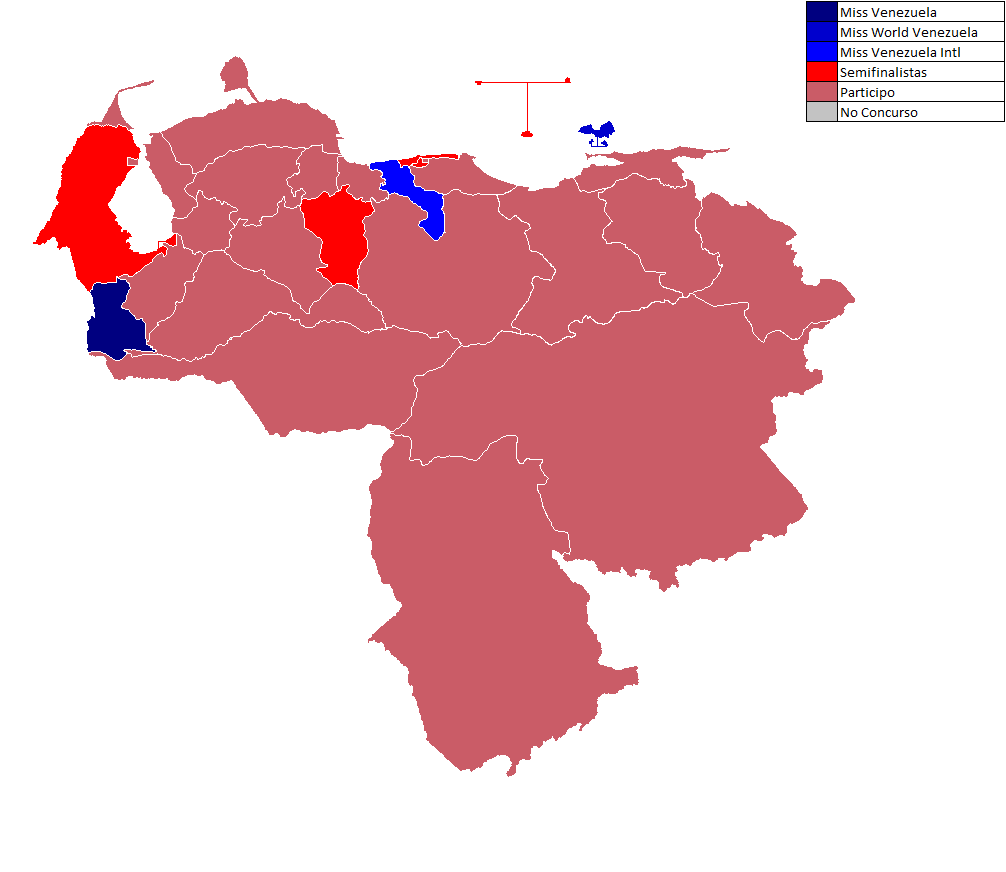
Miss Venezuela 1997

| Resultado                | Candidata |
| ------------------------ | --- |
| Miss Venezuela 1997      | - Táchira - Veruzhka Ramírez |
| Miss World Venezuela     | - Nueva Esparta - Christina Dieckmann |
| Miss Vzla. Internacional | - Aragua - Daniela Kosán |
| Semifinalistas (Top 8)   | - Zulia - Patricia Fuenmayor † - Distrito Federal - Jairam Navas - Municipio Vargas - Yosmely Soto - Cojedes - Maylen Noguera - Dependencias Federales - Catalina García |

## Candidatas Oficiales
| Estado                  | Candidata                               | Edad | Estatura (m) | Ciudad Natal   |
| ----------------------- | --------------------------------------- | ---- | ------------ | -------------- |
| Amazonas                | Ana Karina Casanova Santibáñez          | 22   | 1,72 m       | Caracas        |
| Anzoátegui              | Annarella María Bono Morales            | 21   | 1,72 m       | Ciudad Bolívar |
| Apure                   | Lucía Amalia Pérez Sosa                 | 20   | 1,73 m       | Caracas        |
| Aragua                  | Daniela Kosán Montcourt                 | 23   | 1,78 m       | Maracay        |
| Barinas                 | Claudia Virginia La Gatta Quintana      | 17   | 1,71 m       | Caracas        |
| Bolívar                 | Linda Gabriela Ávila Romero             | 18   | 1,72 m       | Los Teques     |
| Carabobo                | Heidi Angélica García Adragna           | 18   | 1,86 m       | Valencia       |
| Cojedes                 | Maylen María Noguera                    | 21   | 1,75 m       | Caracas        |
| Costa Oriental          | Peggy Andreína Valbuena Benítez         | 18   | 1,76 m       | Cabimas        |
| Delta Amacuro           | Jeinar Moreno Ortega                    | 19   | 1,74 m       | La Fría        |
| Dependencias Federales  | Catalina García Benito                  | 21   | 1,72 m       | Caracas        |
| Distrito Federal        | Jairam Caric Navas Domínguez            | 19   | 1,71 m       | Maracay        |
| Falcón                  | Ana María Tomicevic Dodig               | 17   | 1,76 m       | Caracas        |
| Guárico                 | Denysse Carolina Carrillo Lozada        | 18   | 1,78 m       | Caracas        |
| Lara                    | Adriana Elena Bustillos Fernández       | 21   | 1,73 m       | Caracas        |
| Mérida                  | Jessica Andrea Madureri Perea           | 17   | 1,76 m       | Caracas        |
| Miranda                 | María Alejandra Márquez Llorca          | 21   | 1,71 m       | Guarenas       |
| Monagas                 | Jennipher Sofía Rodríguez Chacín        | 19   | 1,80 m       | Caracas        |
| Municipio Libertador    | Graciela Zavatti Acuña †                | 25   | 1,75 m       | Caracas        |
| Municipio San Francisco | Andrea Gabriela Garay Carroz            | 17   | 1,78 m       | Maracaibo      |
| Municipio Vargas        | Yosmely Eglée Soto León                 | 22   | 1,80 m       | Maiquetía      |
| Nueva Esparta           | Christina Dieckmann Jiménez             | 20   | 1,73 m       | Caracas        |
| Península de la Guajira | Ioanna Beatriz Molero Urdaneta González | 23   | 1,76 m       | Maracaibo      |
| Portuguesa              | Zita Marlene De Andrade De Souza        | 20   | 1,71 m       | Caracas        |
| Sucre                   | Ysabel Margarita Sanabria Marcano       | 21   | 1,75 m       | Valencia       |
| Táchira                 | Veruzca Tatiana Ramírez                 | 18   | 1,81 m       | Táriba         |
| Trujillo                | Helen Margaret Terán Henríquez          | 19   | 1,73 m       | Caracas        |
| Yaracuy                 | Sandra Buseth Koplin                    | 19   | 1,75 m       | Caracas        |
| Zulia                   | Patricia Fuenmayor Hernández †          | 19   | 1,78 m       | Maracaibo      |

## Participación en concursos internacionales
- La ganadora, Veruzka Ramírez viajó al Miss Universo 1998 en Hawái donde ocupó el lugar de primera finalista perdiendo frente a la delegada de Trinidad y Tobago.

- La Miss World Venezuela Christina Dieckmann viajó al Miss Mundo 1997 en las Islas Seychelles donde no obtuvo figuración alguna.

- Daniela Kosan, Miss Venezuela Internacional asistió a dos compromisos internacionales con rotundo éxito: en noviembre del 97 se coronó Nuestra Belleza Internacional en Miami y en septiembre del 98 ocupó el lugar de primera finalista en el Miss Internacional a pesar de su gran favoritismo, en esa oportunidad la también venezolana Consuelo Adler entregaba la corona.

- Dos las finalistas de ese año también conquistaron importantes triunfos para el país: Patricia Fuenmayor, Miss Zulia ganaba en Bolivia la corona de Reina Sudamericana 1997 haciéndose coronar de manos de la también venezolana Gabriela Vergara (Reina Sudamericana 1996) y Jairam Navas, Miss Dtto. Federal ganó en Manizales, Colombia la primera corona para Venezuela en el Reinado Internacional del Cafe 1998, quien en 1999 entregó su corona a su compatriota la bella Daira Lambis, ambas protagonizaron un back to back en sus respectivos certámenes.

- Otra egresada de las filas del Miss Venezuela 1997 que conquistó coronas para el país fue Miss Guárico, Denisse Carrillo, quien ganó el Miss Blonde Internacional 1998 celebrado en Austria (y que reunió solo a candidatas rubias) y el Reinado Internacional del Joropo 1998, en Colombia.

- Andrea Garay, Miss Municipio San Francisco, fue 3.ª. Finalista del Top Model of the World 1997, representando a la Amazonia.

## Eventos posteriores
- Ana Karina Casanova (Amazonas), se ha destacado como actriz, en diferentes novelas de Venevisión
- Annarella Bono (Anzoátegui), se ha destacado como modelo y presentadora de espectáculos y variedades en RCTV y Televen.
- Daniela Kosán (Aragua), se ha destacado como empresaria de cremas y perfumes teniendo su propia marca, también ha sido modelo y presentadora de TV, en Venevisión y en E!.
- Claudia La Gatta (Barinas) posteriormente participaría en el Miss República Bolivariana de Venezuela 2000, pero sin alcanzar alguna figuración y junto con ella también lo hicieron María Alejandra Márquez (Miranda) y Sandra Buseth (Yaracuy), obteniendo el mismo resultado. Actualmente La Gatta se ha destacado como actriz de teatro, cine y televisión. Participando en producciones de Venevisión, RCTV, Televen y Telemundo. Está casada con el también actor Luis Gerónimo Abreu
- Christina Dieckmann (Nueva Esparta), se ha destacado como actriz en producciones de Venevisión, RCTV y Telemundo
- Marlene De Andrade (Portuguesa), se ha destacado como actriz en producciones de RCTV y Venevisión. También es modelo y presentadora de TV, fue casada con el también actor, empresario, animador y político Winston Vallenilla
- Veruzhka Ramírez (Táchira), se ha destacado como modelo y empresaria
- Patricia Fuenmayor (Zulia), se destacó como presentadora espectáculos y variedades en Venevisión, RCTV, Televen, E! y Univisión. Falleció de Cáncer de Páncreas en Nueva York el 9 de junio de 2025.
- Jairam Navas (Distrito Federal), se destaca modelo, actriz, deportista, conductora y locutora.
- Jeinar Moreno (Delta Amacuro), es modelo y actriz. Ha participado en producciones de RCTV y Venevisión.
- Maylen Noguera (Cojedes), es modelo y actriz de teatro y televisión.
- Linda Ávila (Bolívar), es una reconocida modelo venezolana.
- Graciela Zavatti (Muncipio Libertador), se destacó como actriz, modelo publicitaria y de pasarela por varios años, para posteriormente emigrar a España y establecerse en la ciudad de Málaga por muchos años. Se quitó la vida el 15 de febrero de 2023 por la depresión.